# Дети-солдаты в ДР Конго

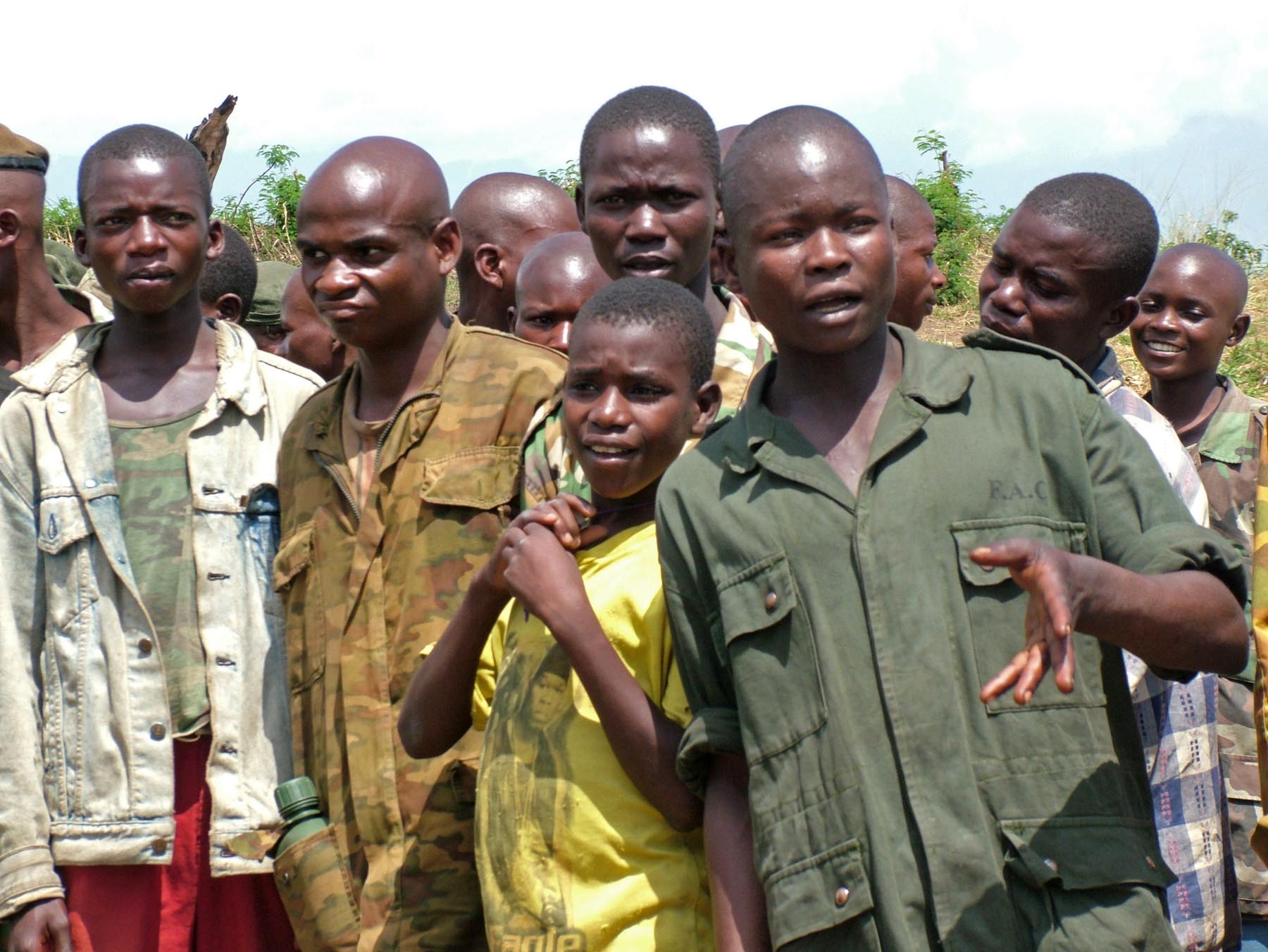
Группа детей-солдат на востоке ДР Конго. Приблизительно 2000—2007.

Во время Первой и Второй конголезских войн в Демократической Республике Конго, а также последующих конфликтов (Итурийский конфликт, конфликт в Киву, восстание Камвины Нсапу) стороны активно вербовали детей-солдат. На 2003 год в «горячей точке» воевали 30 000 несовершеннолетних. До 10 000 из этого числа сражались на стороне президента Лорана Кабилы.
Некоторые из них присоединились к боевым фракциям не на добровольной основе. Иногда боевики похищали детей и заставляли воевать на своей стороне.
Примечателен случай привлечения несовершеннолетних участниками восстания Камвины Нсапу в провинции Касаи. Значительная часть местных жителей убеждены в магической силе детей. Подобные представления поспособствовали увеличению способности плохо вооруженных боевиков успешно противостоять правительственной армии, так как военнослужащие Национальной армии также верят в суеверия.
Привлечение детей-солдат преследовалось как конголезским, так и международным правосудием. Первым осужденным стал майор Жан-Пьер Бийойо, который 19 марта 2006 года был приговорён к пяти годам лишения свободы. Через несколько лет Международным уголовным судом осуждены командиры повстанцев Боско Нтаганда и Томас Лубанга.